# Ahmed Aboutaleb
Ahmed Aboutaleb (Beni Sidel, 29 augustus 1961) is een Nederlandse bestuurder en PvdA-politicus van Marokkaanse afkomst. Van 5 januari 2009 tot 1 oktober 2024 was hij burgemeester van Rotterdam. Van 22 februari 2007 tot 12 december 2008 was hij staatssecretaris van Sociale Zaken en Werkgelegenheid in het kabinet-Balkenende IV. Van 4 februari 2004 tot 22 februari 2007 was hij wethouder van Amsterdam. Hij heeft zowel de Marokkaanse als de Nederlandse nationaliteit. 

## Achtergrond
Aboutaleb groeide op als zoon van een imam in Beni Sidel, een klein dorp in het Marokkaanse Rifgebergte, in de provincie Nador. Hij, zijn moeder en zijn zussen verhuisden op 17 oktober 1976, toen hij vijftien jaar was, naar Den Haag. Zij sloten zich bij hun vader aan, die al eerder naar Nederland was geëmigreerd. Ahmed leerde snel Nederlands en begon een opleiding elektrotechniek aan de christelijke lts ‘Laakkade’ in Den Haag. Hij volgde daarna een opleiding luchtvaart- en elektrotechniek aan de mts van de Anthony Fokkerschool en elektrotechniek aan de hts (nu De Haagse Hogeschool), waar hij in 1986 afstudeerde in de telecommunicatie.
Daarna ging Aboutaleb aan de slag als discussieleider bij de RVU, als programmamaker bij STAD Radio Amsterdam en Radio Noord-Holland en als verslaggever bij Veronica Radio, NOS Radio en RTL Nieuws. Daarna werd hij persvoorlichter op het ministerie van Welzijn, Volksgezondheid en Cultuur, hoofd voorlichting bij de Sociaal-Economische Raad (SER) en manager sector communicatie en publicatie bij het Centraal Bureau voor de Statistiek (CBS).
Aboutaleb werd in 1998 directeur van het instituut Forum, de voortzetting van onder meer het Nederlands Centrum Buitenlanders. Hij werkte daarna als ambtenaar in dienst van de gemeente Amsterdam als directeur maatschappelijke, economische en culturele ontwikkeling bij de bestuursdienst. Hij solliciteerde in 2002 naar een kabinetspost bij de Lijst Pim Fortuyn (LPF), maar hij bleek zich naar eigen zeggen al snel niet in het gedachtegoed van de LPF te kunnen vinden. Aboutaleb sloot zich een jaar later aan bij de PvdA en werd in 2004 namens die partij wethouder in Amsterdam.

## Politieke carrière

### Wethouder
Aboutaleb volgde in januari 2004 de afgetreden Rob Oudkerk op als wethouder onderwijs, jeugd, werk en inkomen en grotestedenbeleid van Amsterdam.
Met name sinds de moord op Theo van Gogh in november dat jaar kwam Aboutaleb in het nieuws met zijn pogingen om de gemoederen te bedaren en bevolkingsgroepen bij elkaar te brengen. Aboutaleb werd vaak gezien als het "allochtone gezicht" van de PvdA, die onder het toen sterk gegroeide niet-westers allochtone electoraat in Amsterdam de grootste partij was. Zijn naam wordt in verband gebracht met het postcodebeleid van Amsterdamse basisscholen, dat inhoudt dat scholen alleen leerlingen mogen toelaten uit de wijk waar de school staat.
Zijn beleid werd bij de gemeenteraadsverkiezingen van 2006 beloond: hij kreeg van alle kandidaten met 46.617 de meeste voorkeurstemmen, hoewel hij op de  kandidatenlijst van de PvdA tweede stond. Lijsttrekker Lodewijk Asscher haalde 35.224 stemmen. Aboutaleb behield in het nieuwe college van PvdA en GroenLinks zijn portefeuille.
Op 18 april 2006 kwam Aboutaleb in het nieuws doordat hij de bijstand wilde afschaffen voor vrouwen met een boerka. Hij zei in een interview met Opzij: "Niemand wil immers een werkneemster in een boerka. In dit geval zeg ik: boerka uit en solliciteren. Als je dat niet wilt: ook goed, maar dan geen uitkering." Aboutaleb was tevens een fervent voorstander van zogeheten huisbezoeken, die bij aanvragers en ontvangers van een bijstandsuitkering werden afgelegd. Weigerde de aanvrager of ontvanger aan een dergelijk bezoek mee te werken dan werd de aanvraag afgewezen, of kon de uitkering worden ingetrokken. Deze praktijk riep veel weerstand op en bij verschillende rechtszaken werd de gemeente Amsterdam in het ongelijk gesteld. Toen de Haagse rechtbank oordeelde dat ook de huisbezoeken die de Sociale Verzekeringsbank bij bejaarden aflegde onrechtmatig waren, weigerde Aboutaleb, inmiddels staatssecretaris geworden, zich daar bij neer te leggen.

### Staatssecretaris
Aboutaleb was in het kabinet-Balkenende IV staatssecretaris van Sociale Zaken en Werkgelegenheid. Aanvankelijk werd hij getipt als minister van Onderwijs, nadat Wouter Bos hem die post toebedeelde in diens boekje Wat Wouter wil.
De dubbele nationaliteit van Aboutaleb (naast de Nederlandse heeft hij ook de Marokkaanse) leidde al voor zijn beëdiging tot Tweede Kamervragen van de Partij voor de Vrijheid (PVV). Dezelfde partij kondigde tijdens het debat aan om voor de regeringsverklaring met een motie van wantrouwen te komen tegen Aboutaleb en zijn collega Nebahat Albayrak. Staatsrechtelijk is dit een novum: nog niet eerder is een motie van wantrouwen ingediend tegen een bewindspersoon nog voordat hij een debat met de Tweede Kamer had gevoerd.
Begin november 2008 kwam aan het licht dat Aboutaleb en Hans Spekman een e-mail hadden gestuurd die partijgenoten opriep om het extra geld dat het kabinet voor de minima had uitgetrokken te presenteren als een cadeau van de PvdA. Aboutaleb werd in de Tweede Kamer tijdens een spoeddebat ter verantwoording geroepen. Hij bood er zijn verontschuldigingen aan.

### Burgemeester

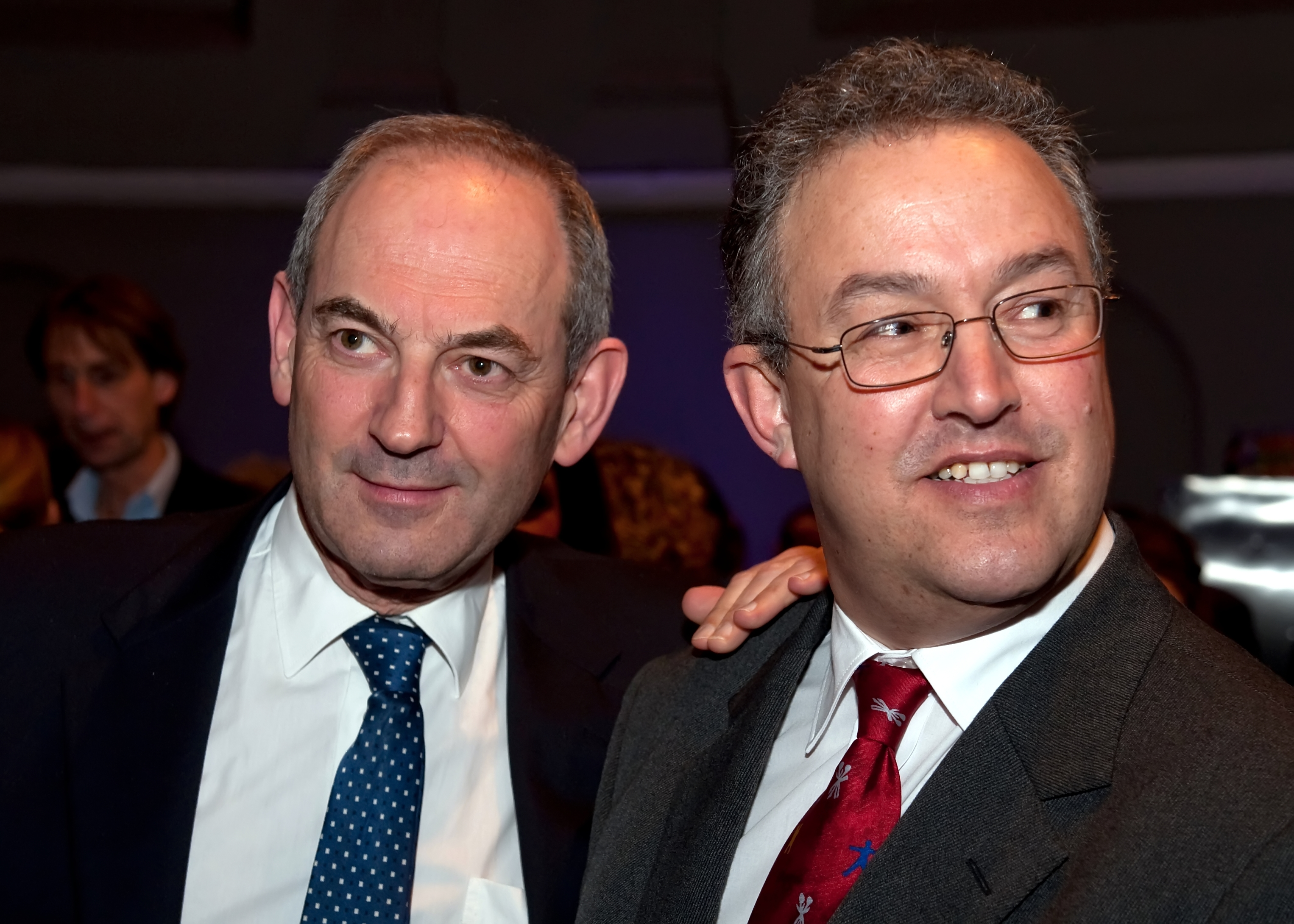
Aboutaleb (r) en Job Cohen, toenmalig burgemeester van Amsterdam (2010)

In 2008 solliciteerde Aboutaleb naar het burgemeesterschap van Rotterdam. In 2016 zei minister Ronald Plasterk dat CDA-premier Balkenende destijds niet op de hoogte was van Aboutalebs sollicitatie; PvdA-vicepremier Wouter Bos zweeg erover. Ook CDA-minister Piet Hein Donner, Aboutalebs chef, zou het niet hebben geweten. Volgens Plasterk zou Balkenende het anders hebben tegengehouden en hield Bos het daarom voor zich. Op 16 oktober 2008 werd hij door de gemeenteraad van Rotterdam voorgedragen als burgemeester.
De voordracht was niet onomstreden. Leefbaar Rotterdam, de tweede partij in grootte van de stad, had grote moeite met zijn voordracht, alhoewel Leefbaarlid Marco Pastors van de vertrouwenscommissie voor Aboutaleb had gekozen. Fractievoorzitter Ronald Sørensen maakte er bezwaar tegen dat Aboutaleb twee paspoorten heeft en "een representant [is] van een groep die in heel Nederland en Rotterdam problemen veroorzaakt". Hij zwakte zijn kritiek later af. Ook over zijn achtergrond als Amsterdammer was Sørensen kritisch. Sørensen betichtte Aboutaleb ervan uit opportunistische overwegingen carrière te willen maken. Liever had zijn partij een burgemeestersreferendum gehad, maar deze verkiezingswijze was in april 2008 met 23 tegen en 22 voor door de gemeenteraad van Rotterdam verworpen. Ook de Tweede Kamerfractie van de PVV maakte bezwaar tegen de benoeming. PVV-Kamerlid Fleur Agema wilde er in de Tweede Kamer een debat over houden, maar kreeg geen steun.
Het kabinet stemde op 31 oktober 2008 in met zijn benoeming tot burgemeester van Rotterdam. Hij werd de eerste burgemeester in Nederland van Marokkaanse afkomst en de eerste Marokkaanse burgemeester van een grote stad in Europa. Aboutaleb werd op 5 januari 2009 als burgemeester geïnstalleerd. In 2014 en 2020 droeg de gemeenteraad Aboutaleb voor herbenoeming voor.
Aboutaleb was lid van het Nationaal Comité Inhuldiging, dat de feestelijkheden rond de inhuldiging van Willem-Alexander tot koning op 30 april 2013 coördineerde. De redactie van weekblad Elsevier koos Aboutaleb op 9 december 2014 tot Nederlander van het Jaar. Het weekblad noemde hem 'toegewijd, met oog voor detail, soms hard, altijd duidelijk'. Een jaar later, op 1 september 2015, hield Aboutaleb in Amsterdam de HJ Schoo-lezing van het weekblad. Hij gaf die de titel mee: "De roep van de stad", ook verschenen in boekvorm. In 2021 werd de World Mayor Award aan hem toegekend.
Aboutaleb kondigde op 9 januari 2024 aan dat hij in de loop van het najaar van 2024 ging stoppen als burgemeester van Rotterdam. Op 3 april van dat jaar maakte hij bekend per 1 oktober van dat jaar te stoppen als burgemeester.
Aboutaleb werd op 19 september 2024 tijdens een voor hem georganiseerd afscheidsdiner in de Doelen benoemd tot commandeur in de Orde van Oranje-Nassau. Hij ontving deze onderscheiding voor zijn 'niet-aflatende inzet voor de stad'. Zeven dagen later ontving hij de hoogste onderscheiding van de stad Rotterdam: de Johan van Oldenbarneveltpenning.

## Schrijver
Aboutaleb is een groot liefhebber van onder andere Arabische dichtkunst. Zo vertaalde hij poëzie van Adonís, de beroemdste nog levende dichter in het Arabische taalgebied. Een zeldzaamheid, want van Adonís is nog maar nauwelijks werk in Nederlandse vertaling gepubliceerd. Een aantal van die door hem vertaalde gedichten droeg Aboutaleb in juni 2010 in het Arabisch en het Nederlands voor tijdens Poetry International in Rotterdam.
Voor de Maand van de Geschiedenis in oktober 2015 schreef hij het essay Droom & Daad.

## Persoonlijk
Aboutaleb is getrouwd en kreeg met zijn echtgenote drie dochters en een zoon.

## Onderscheidingen
- Onderscheiding uit handen van koning Mohammed VI van Marokko (2007)
- Gouden stralen en cravatte in de Orde van de Rijzende Zon (9 september 2024)
- Eremarinier van het Korps Mariniers te Rotterdam (16 september 2024)
- Commandeur in de Orde van Oranje-Nassau (19 september 2024)
- Groot Anker Havenbedrijf Rotterdam (19 september 2024)
- De Johan van Oldenbarnevelt-penning (26 september 2024)
- 1.º Grau da Medalha de Merito Altruïsta van Kaapverdië (toegekend 20 september 2024[27], uitgereikt 7 oktober 2024)[28]
- Rotterdam Promotieprijs (2025)[29]